# Oranges & Lemons
Oranges & Lemons («Апельсины и лимоны») — одиннадцатый студийный альбом британской рок-группы XTC. Альбом был выпущен 27 февраля 1989 года лейблом Virgin Records. Он является продолжением альбома Skylarking 1986 года. Название (взято из одноимённой детской песенки) было выбрано в связи с тяжёлым финансовым положением группы в то время, а музыка характеризуется как психоделическая музыка 1960-х годов в стиле 1980-х. Он получил признание критиков и стал самым высоко оценённым альбомом группы со времён альбома English Settlement 1982 года, поднявшись на 28-е место в Великобритании и на 44-е место в США.
Альбом в основном состоит из поп- и рок-музыки, хотя в нём присутствуют и другие стили, такие как джаз, регги, хард-рок, ближневосточная музыка и заирский сукус (Soukous). 12 из 15 треков альбома были написаны гитаристом Энди Партриджем, остальные — басистом Колином Молдингом. Эта работа создавала более яркие, жизнерадостные и агрессивные настроения, чем Skylarking, а более жёсткий эффект вернул группу к звучанию их ранних записей. В текстовом плане большинство песен посвящено отношениям родителей и детей и состоянию дел в мире. Изысканное видение Партриджем психоделического открывающего трека «Garden of Earthly Delights» отражало общую эстетику альбома, который он описал как песни, которые могли бы стать синглами в «странной идеальной вселенной».

## История
После альбома English Settlement 1982 года группа XTC воздержалась от концертной деятельности. Студийные эксперименты и влияние 1960-х годов всё больше проявлялись в их записях, достигнув кульминации в мини-альбоме 25 O'Clock 1985 года, где группа взяла на себя ретро-психоделический образ «Герцогов Стартосферы» как the Dukes of Stratosphear. Эта тенденция продолжилась и в альбоме XTC Skylarking (1986), ставшем одним из самых продаваемых альбомов в их карьере. Тем не менее, группа всё ещё «прозябала в относительной безвестности» на фоне растущей культовой аудитории. Запись альбома Skylarking была полна напряжения между Партриджем и продюсером Тоддом Рандгреном. Рандгрен не соглашался со стремлением Партриджа наполнять аранжировки как можно большим количеством идей, а Партридж, в свою очередь, возмущался тем, что Рандгрен постоянно игнорировал его предложения.

## Отзывы
| Оценки критиков   | Оценки критиков |
| Источник          | Оценка          |
| ----------------- | --------------- |
| Chicago Sun-Times | [ 6 ]           |
| Chicago Tribune   | [ 7 ]           |
| Q                 | [ 8 ]           |
| Rolling Stone     | [ 3 ]           |
| The Village Voice | B−              |

Альбом получил положительные отзывы музыкальной критики и интернет-изданий. Рецензент CMJ New Music Monthly назвал его очередным альбомом группы в стиле «вечно побеждающей, вечно эзотерической поп-музыки», «не уступающим ни одному другому в их репертуаре», выделив «Mayor of Simpleton», «The Loving», «Merely a Man» и «King for a Day» среди лучших треков. Крис Хайм из Chicago Tribune похвалил альбом, назвав его «освежающе терпким и удивительно богатым урожаем интеллектуального и сложного поп-музыки» . «The Loving» был признан «Синглом недели» по версии NME приглашёнными рецензентами британской группой The Wonder Stuff.
Майкл Азеррад в своей статье для Rolling Stone назвал альбом «амбициозным» и «в конечном итоге восхитительным». Он признал, что слушатели, впервые посетившие его, могут быть «потрясены плотными многослойными аранжировками и ударными на центральной сцене. Но при повторном прослушивании слышны только кулисы и припевы». Ричард Уоллс из High Fidelity высказал мнение: «[Альбом] может очаровать вас, заставив думать, что это беззаботная безделушка. Все составляющие искусно сделанной и приятной поверхности диска… все вместе призваны вызвать улыбку». Брент Милано из Pulse! заявили: «Мы не можем себе представить, чтобы кому-то [эта пластинка] не понравилась, если только у вас нет серьёзных проблем с блестящей песенной музыкой, личными, но в то же время универсальными текстами, отличным вокалом и изящным гитарным звучанием. XTC может впитать трюки 60-х так же хорошо, как и любой другой… но это ещё не всё. Немногие группы 60-х смогли превратить трибьюты King Sunny Ade и Ladysmith Black Mambazo в простую поп-песню» («Hold Me My Daddy»).

### Ретроспективные отзывы
| Оценки критиков               | Оценки критиков |
| Источник                      | Оценка          |
| ----------------------------- | --------------- |
| AllMusic                      | [ 15 ]          |
| Encyclopedia of Popular Music | [ 16 ]          |
| Q                             | [ 17 ]          |
| Record Collector              | [ 18 ]          |
| The Rolling Stone Album Guide | [ 19 ]          |
| Uncut                         | 7/10            |

В 2000 году альбом Oranges & Lemons занял 906-е место в третьем издании книги Колина Ларкина «1000 лучших альбомов всех времён».
В ретроспективном обзоре Орегано Рэтбоун из Record Collector написал, что Oranges & Lemons был «на первый взгляд вполне солнечным, пребывающим в мире с собой и миром, но при этом полным бодрящего, холодного английского подтекста гордо признаваемых неудач… нереализованных амбиций… экзистенциальной аномии… и политического разочарования». Дж. Р. Джонс из Chicago Reader раскритиковал альбом за то, что он «в основном представляет собой переписывание более ранних песен», а музыкальное сопровождение — за «повторение тех же психоделических гитарных риффов и контрмелодий в стиле Beatles, которые группа пародировала», как и Dukes.
Ник Рид из The Quietus сказал, что, хотя альбом содержит несколько лучших песен группы, «то, понравится ли вам этот альбом, зависит от того, насколько вам нравится шумная сторона группы». Он сравнил песни с шоколадными батончиками: «первые несколько приятны, но от пятнадцати подряд вас может стошнить». Стивен Томас Эрлевайн из AllMusic написал, что альбому «не хватает целеустремлённости Skylarking, но в лучшем виде он так же впечатляет, как и его предшественник… богатый звук и наполнен безупречно написанными песнями».

## Список композиций

### Оригинальное издание на виниле
Слова и музыка всех песен — Andy Partridge, кроме «King for a Day», «One of the Millions» и «Cynical Days», написанных Colin Moulding.
| №  | Название                          | Длительность |
| -- | --------------------------------- | ------------ |
| 1. | «Garden of Earthly Delights»      | 5:02         |
| 2. | «Mayor of Simpleton»              | 3:58         |
| 3. | «King for a Day»                  | 3:35         |
| 4. | «Here Comes President Kill Again» | 3:33         |

| №  | Название                  | Длительность |
| -- | ------------------------- | ------------ |
| 1. | «The Loving»              | 4:11         |
| 2. | «Poor Skeleton Steps Out» | 3:27         |
| 3. | «One of the Millions»     | 4:42         |
| 4. | «Scarecrow People»        | 4:12         |

| №  | Название              | Длительность |
| -- | --------------------- | ------------ |
| 1. | «Merely a Man»        | 3:26         |
| 2. | «Cynical Days»        | 3:17         |
| 3. | «Across This Antheap» | 4:49         |

| №                   | Название                  | Длительность |
| ------------------- | ------------------------- | ------------ |
| 1.                  | «Hold Me My Daddy»        | 3:47         |
| 2.                  | «Pink Thing»              | 3:48         |
| 3.                  | «Miniature Sun»           | 3:49         |
| 4.                  | «Chalkhills and Children» | 4:59         |
| Общая длительность: | Общая длительность:       | 60:50        |

На CD-дисках песни появляются в том же порядке, за исключением специального издания с тремя 3-дюймовыми компакт-дисками, содержащими по пять песен на каждом, в котором «Cynical Days» и «Across This Antheap» поменялись местами, чтобы уложиться в ограниченное время тиража 3-дюймовых компакт-дисков.

### Расширенное издание (2015)
В 2015 году лейбл Партриджа Ape Records выпустил расширенное издание Oranges & Lemons на CD и Blu-ray. Оно включало новые миксы в форматах 2.0-стерео и 5.1-канального Surround Sound от Стивена Уилсона.
- 2015 5.1 mix
- 2015 stereo instrumental mix
- 2015 stereo mix
- Flat transfer of original 1989 mix

| №   | Название                                                    | Длительность |
| --- | ----------------------------------------------------------- | ------------ |
| 76. | «The Good Things»                                           |              |
| 77. | «Living in a Haunted Heart»                                 |              |
| 78. | «Skeletons»                                                 |              |
| 79. | «Blue Beret»                                                |              |
| 80. | «Way of the World»                                          |              |
| 81. | «Everything»                                                |              |
| 82. | «REM Producer Enquiry» (первая версия "Mayor of Simpleton") |              |
| 83. | «The Mayor of Simpleton» (early version)                    |              |
| 84. | «Miniature Sun» (early version)                             |              |
| 85. | «Miniature Sun» (early version)                             |              |
| 86. | «Pink Thing» (early version)                                |              |
| 87. | «Was a Yes»                                                 |              |
| 88. | «Miller Time»                                               |              |
| 89. | «Child's Crusade»                                           |              |
| 90. | «Rousseau» (ранняя версия "My Paint Heroes")                |              |
| 91. | «My Paint Heroes»                                           |              |
| 92. | «Chapel Lane Radio»                                         |              |
| 93. | «In Another Life»                                           |              |
| 94. | «This Is the End»                                           |              |

| №    | Название                             | Длительность |
| ---- | ------------------------------------ | ------------ |
| 95.  | «Antheap 1»                          |              |
| 96.  | «Antheap 2»                          |              |
| 97.  | «The Good Things»                    |              |
| 98.  | «Working on Chalkhills and Children» |              |
| 99.  | «Working on One of the Millions»     |              |
| 100. | «Working on Pink Thing»              |              |
| 101. | «Working on This Is the End»         |              |
| 102. | «Working on Miniature Sun»           |              |
| 103. | «Merely a Man»                       |              |

| №    | Название                       | Длительность |
| ---- | ------------------------------ | ------------ |
| 104. | «Us and Canadian Radio IDs»    |              |
| 105. | «Canadian Radio IDs»           |              |
| 106. | «Geffen Merry Christmas Song»  |              |
| 107. | «Geffen Psychedelic Christmas» |              |

| №    | Название                                                                         | Длительность |
| ---- | -------------------------------------------------------------------------------- | ------------ |
| 108. | «Ella Guru»                                                                      |              |
| 109. | «My Train Is Coming» (демозапись)                                                |              |
| 110. | «The Mayor of Simpleton Rough Mix» (Только гитара Дэйва. Энди отвечает за вокал) |              |
| 111. | «King for a Day» (Czar mix)                                                      |              |
| 112. | «King for a Day» (Versailles mix)                                                |              |
| 113. | «King for a Day» (12" mix)                                                       |              |

| №    | Название                                | Длительность |
| ---- | --------------------------------------- | ------------ |
| 114. | «The Mayor of Simpleton» (UK version)   |              |
| 115. | «The Mayor of Simpleton» (US version)   |              |
| 116. | «The Mayor of Simpleton» (long version) |              |
| 117. | «King for a Day»                        |              |
| 118. | «The Road to Oranges & Lemons»          |              |

| №    | Название                                                                            | Длительность |
| ---- | ----------------------------------------------------------------------------------- | ------------ |
| 119. | «My Train Is Coming» (записано в студии Ocean Way Studio с Mike Keneally на гитаре) |              |

## Чарты
| Чарт (1989)                         | Высшая позиция |
| ----------------------------------- | -------------- |
| Австралия (Australian Albums Chart) | 91             |
| Швеция (Sverigetopplistan)          | 31             |
| Великобритания (UK Albums Chart)    | 28             |
| США (Billboard 200)                 | 44             |